# Fife
Fife (wym. /fʌɪf/, gael. Fìobha) – jednostka administracyjna (council area) i historyczne hrabstwo w Szkocji. Ośrodkiem administracyjnym jest miasto Glenrothes. Położone jest pomiędzy Firth of Tay, a Firth of Forth. Graniczy od północy z Perth and Kinross i od zachodu z Clackmannanshire. Wschodnią i południową granicę stanowi Morze Północne.
W Fife do roku 1996 władza była sprawowana systemem federalnym. Samorząd lokalny był podzielony na trzy okręgi Dunfermline, Kirkcaldy i North-East Fife. Po 1996 funkcje rad lokalnych przejął unitarny Fife Council.
Liczba ludności wynosiła w 2005 roku 356 470 ludzi. Dało to, w porównaniu z rokiem 2004 przyrost naturalny rzędu 0,6%. Fife jest trzecim co do liczby ludności regionem w Szkocji. Największym miastem jest Kirkcaldy, położone w południowej części regionu, z 48 108 mieszkańcami (dane na rok 2006). Jedna trzecia mieszkańców mieszka w trzech największych miastach: Kirkcaldy, Dunfermline i Glenrothes. Najczęściej odwiedzanym przez turystów miastem jest St Andrews, znajdujące się na wschodnim wybrzeżu. Mieści się tam jeden z najstarszych uniwersytetów w Europie.

## Nazwa
Nazwa Fife pochodzi od słowa „Fibh”, najprawdopodobniej piktyjskiego pochodzenia o nieznanym znaczeniu. Według tradycyjnych przekazów Fibh miał być jednym z siedmiu synów piktyjskiego wodza lub króla Cruithne.

## Geografia
Fife jest półwyspem graniczącym na północy z Firth of Tay, na wschodzie z Morzem Północnym i Firth of Forth na południu. Najbardziej wysuniętym na wschód punktem jest przylądek Fife Ness.
Ze względu na górzyste ukształtowanie terenu na północny wschód od Fife prawie cały ruch do i z hrabstwa przebiega przez jeden z mostów: na południu Forth Road Bridge i Queensferry Crossing, na zachodzie Kincardine Bridge i północnym wschodzie przez Tay Road Bridge. Jedyną ważniejszą drogą prowadzącą na północ jest autostrada M90.
Znajdują się tu obiekty pochodzenia wulkanicznego. Ważniejsze z nich to: góry Lomond Hills i pień wulkaniczny Lomond Hills. Najwyższej położonym punktem jest West Lomond leżące na 522 m. Wybrzeże jest usiane dobrze prosperującymi, lecz małymi obiektami handlu morskiego, od potężnych doków przemysłowych w Burntisland i Rosyth do małych osad rybackich w Anstruther i Pittenweem. Przez nizinę na północy przepływa rzeka River Eden.
W Kirkcaldy znajduje się największe skupisko Polaków zamieszkujących Fife.

## Miejscowości
- Abercrombie, Aberdour, Anstruther, Arncroach, Auchterderran, Auchtermuchty, Auchtertool
- Balfarg, Ballingry, Balmalcolm, Balmerino, Balmullo, Benarty, Blairhall, Blebo Craigs, Buckhaven, Burntisland
- Cairneyhill, Cardenden, Carnbee, Carnock, Cellardyke, Ceres, Chance Inn, Charlestown, Cluny, Coaltown of Balgonie, Collessie, Comrie, Cowdenbeath, Craigrothie, Crail, Crombie, Crossford, Crossgates, Crosshill, Culross, Cupar, Cupar Muir
- Dairsie, Dalgety Bay, Donibristle, Dunfermline, Dysart
- Earlsferry, East Wemyss, Elie
- Falkland, Freuchie, Forgan
- Gateside, Glenrothes, Grange of Lindores, Guardbridge
- Hillend
- Inverkeithing
- Jamestown
- Kelty, Kemback, Kennoway, Kettlebridge, Kilconquhar, Kilmany, Kilrenny, Kincardine, Kinghorn, Kinglassie, Kingsbarns, Kingseat, Kingskettle, Kirkcaldy
- Ladybank, Largoward, Leslie, Leuchars, Leven, Letham, Limekilns, Lindores, Lochgelly, Lower Largo, Lumphinnans, Lundin Links, Luthrie
- Markinch, Methil, Methilhill, Mountfleurie
- Newburgh, Newton of Falkland, Newport-on-Tay, North Queensferry, Newburn
- Oakley
- Peat Inn, Pickletillum, Pitlessie, Pitscottie, Pittencrief, Pittenweem,
- Rosyth
- Saline, Springfield, St Andrews, St Monans, Stratheden, Strathkinness, Strathmiglo, Star
- Tayport, Thornton, Torryburn, Teasses
- Upper Largo
- Wellwood, West Wemyss, Windygates, Woodhaven, Wormit
- High i Low Valleyfield